# La zingara (Balfe)
La zingara (The Bohemian Girl) è un'opera in tre atti composta da Michael William Balfe con libretto di Alfred Bunn, vagamente ispirata al racconto di Cervantes La Gitanilla.

## Vicende storiche
L'opera fu data la prima volta a Londra, al Drury Lane Theatre, il 27 novembre 1843, e rimase in cartellone per oltre cento serate. Ebbe immediatamente numerose riprese  sulle piazze teatrali di tutto il mondo, tra cui: New York (25 novembre 1844), Dublino (1844), Filadelfia (1844) e Madrid (1845).
Ne esistono anche una versione in tedesco (Die Zigeunerin), rappresentata per la prima volta a Vienna nel 1846, una italiana (La zingara), che fu data in prima a Trieste nel febbraio 1854, ed una francese in quattro atti (La Bohémienne), che vide la luce a Rouen nel 1862, sotto la bacchetta di un giovanissimo Jules Massenet e con Célestine Galli-Marié (futura protagonista della Carmen) nei panni della Regina degli zingari. Se Die Zigeunerin ebbe largo seguito nei paesi di lingua o cultura tedesca, La zingara fu addirittura rappresentata anche a Londra, Dublino, New York, Boston e San Francisco. La fortunata edizione londinese del 1858 all'His Majesty's Theatre, per la quale Balfe ricevette in dono un assegno extra di cinquanta sterline, vide la partecipazione, nei ruoli principali, di Marietta Piccolomini, Marietta Alboni e Antonio Giuglini.

## Trama
Nel 1600 in Boemia durante una cena il principe Taddeo ha un'accesa disputa con il Conte Arnheim, padrone della contea. L'uomo dopo aver insultato il conte se ne va per sempre, lasciando l'uomo solo assieme alla piccola figlia Arline. Nei pressi del castello intanto una carovana di zingari, comandati da una regina, si sta accampando per mendicare in giro. Per vendicarsi Taddeo rapisce un giorno la bambina e la tiene nascosta tra gli zingari polacchi che presto ripartono dalla contea. Passati dodici anni esatti, Arline, abituata a vivere di poco, ma conservante ancora dei tratti nobili e aggraziati, viene sorpresa a mendicare proprio nei pressi del borgo del Conte Arnheim. Solo Taddeo può salvarla appellandosi alla clemenza del nobile e chiedendogli scusa per il maltorto fattogli anni prima.

## Personaggi e interpreti

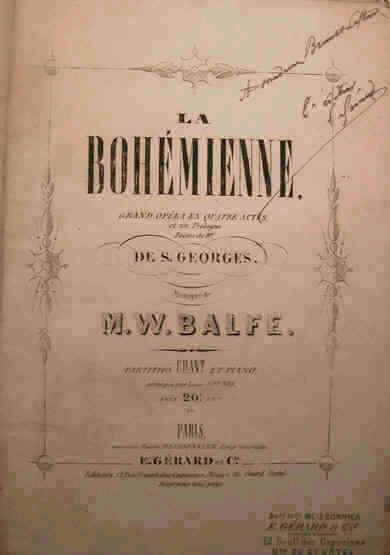
Frontespizio della partitura a stampa della versione francese dell'opera (1869)

| Personaggio            | Tipologia vocale | Cast della prima, 27 novembre 1843 (Direttore: M.W. Balfe )    |
| ---------------------- | ---------------- | -------------------------------------------------------------- |
| Arline                 | soprano          | Payne (atto primo); Elizabeth Rainforth (atti secondo e terzo) |
| Thaddeus               | tenore           | William Harrison                                               |
| Count Arnheim          | baritono         | Conrado Borrani                                                |
| Regina degli zingari   | contralto        | Betts                                                          |
| Devilshoof,            | basso            | Stretton                                                       |
| Florestein             | tenore           | James Hudson                                                   |
| Buda                   | soprano          | Payne                                                          |
| Capitano delle guardie | basso            | Howell                                                         |
| Ufficiale              | tenore           | Binge                                                          |
| Primo zingaro          |                  | Birt                                                           |
| Secondo zingaro        |                  | T. Ridgway                                                     |

## Versioni cinematografiche
- La ragazza di Boemia di Harley Knoles (1922)
- La ragazza di Boemia (conosciuto anche con il titolo Noi siamo zingarelli, con Stan Laurel e Oliver Hardy (1936)

### Fontion-line
- Gherardo Casaglia,  Almanacco. URL consultato il 3 agosto 2019 (archiviato dall'url originale il 24 marzo 2012)., «Amadeusonline», Paragon (consultato il 13 agosto 2008)
- Tom Hancock,  UNL to Revive Influential "Bohemian Girl" (The Mowers' Tree)., «The Willa Cather Archive», Center for Digital Research in the Humanities (Università del Nebraska - Lincoln), autunno-inverno 2002